# Python (mitologie)

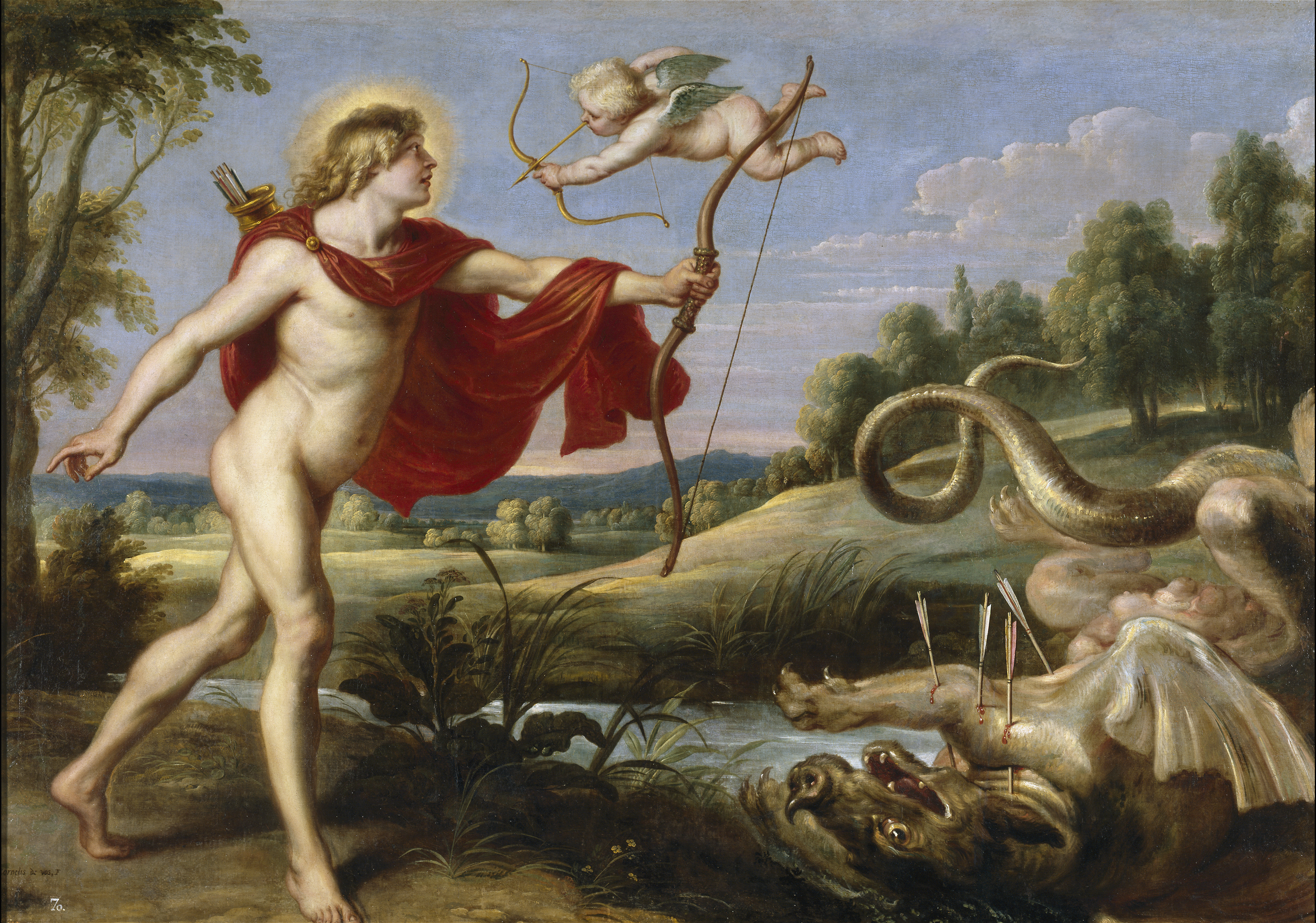
Apollo și Python - Cornelis de Vos, 1636-1638

În mitologia greacă, Python (greacă: Πύθων) era un șarpe sau dragon ce trăia la centrul pământului, considerat a fi Delphi, unde se zice că s-au întâlnit cei doi vulturi trimiși de Zeus pentru a se întâlni la „buricul pământului” (Omphallos). Acesta era paznicul pietrei din Oracolul de la Delphi.

## În mitologie
La Oracolul din Delphi, Pythia, o preoteasă consacrată șarpelui Python se așeza pe un trepied sub o crăpătură în stânca de unde ieșea un gaz amețitor, intra în transă și aiura, iar preoții interpretau spusele ei ca să dea un răspuns divin celor ce veneau să consulte oracolul în diferite probleme. Vechii greci încercau să se identifice cu divinitățile pe care le adorau, iar zeul Python era adorat profetic.
Python a fost pus de geloasa Hera să o urmărească pe Leto, mama lui Apollo, amanta lui Zeus, însărcinată cu Artemis, ca să nu poată naște în lumina soarelui. Astfel, Apollo a mers la Muntele Parnas să răzbune cauza mamei sale și a ucis șarpele cu săgeți trase din arc. 
Pentru că Python era sacru, Apollo a trebuit să treacă prin purificare rituală. În memoria șarpelui, Apollo a instituit la Delphi Jocurile Pythice și primul său Oracol. Acesta a fost distrus în anul 398 d. Hr., de împăratul roman creștin Arcadius.
Acest mit a fost explicat ca o alegorie pentru împrăștierea vaporilor ce apar din iazuri și mlaștini (Python), o dată ce razele de soare (Apollo) ating apele.